# Colchicum macrophyllum
Colchicum macrophyllum ist eine Pflanzenart aus der Gattung Herbstzeitlose (Colchicum) in der Familie der Zeitlosengewächse (Colchicaceae).

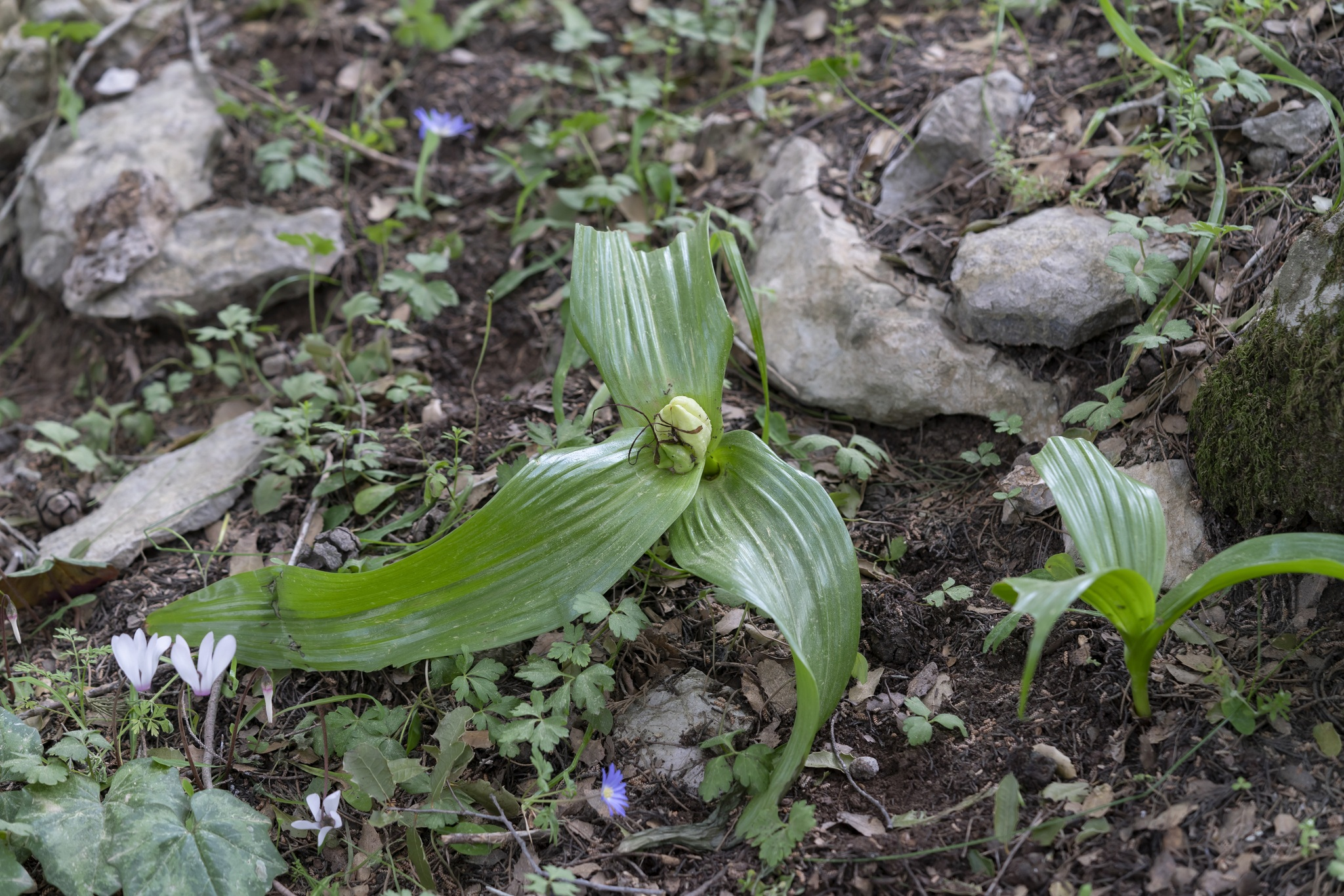
Colchicum macrophyllum fruchtend

## Beschreibung
Colchicum macrophyllum ist eine ausdauernde krautige Pflanze, die Wuchshöhen von 10 bis 40 Zentimeter erreicht. Dieser Geophyt bildet Sprossknollen als Überdauerungsorgane aus. Die Laubblätter sind eiförmig bis elliptisch-eiförmig, stark gefältelt und messen (24) 30 bis 35 (42) × (11) 13 bis 15,5 Zentimeter. Während der Blütezeit fehlen sie. Die Blüten sind radförmig. Die 45 bis 70 Millimeter großen Blütenzipfel sind schachbrettartig gemustert und lila-purpurn gefärbt, am Grund sind sie oftmals heller. Die Staubbeutel sind purpurn. Der Pollen ist grün. Die eiförmigen, geschnäbelten Kapselfrüchte sind 40 bis 50 Millimeter groß.
Die Blütezeit reicht von September bis Oktober.
Die Chromosomenzahl beträgt 2n = 54.

## Vorkommen
Colchicum macrophyllum ist ein südägäisch-südwestanatolisches Florenelement. Sie kommt im südlichen Euböa und von Kreta bis zur südwestlichen Türkei vor. Die Art wächst in Wäldern, Macchien, Olivenhainen, auf Brachland und auf tiefgründigen, beschatteten Lehmböden in Höhenlagen von 200 bis 750 Meter.

## Taxonomie
Colchicum macrophyllum wurde 1951 von Brian Laurence Burtt in Kew Bulletin Band 5, Teil 3, Seite 433 erstbeschrieben. Ein Synonym ist Colchicum latifolium var. longistylum Pamp.